# میرزا محمدعلی سیوندی
میرزا محمدعلی خفرکی ملقب به مشیرالملک اول (زاده ۱۱۷۷ – درگذشته ۱۲۶۲ هجری قمری) از دولت‌مردان با نفوذ قاجار، وزیر فارس در زمان فتحعلی‌شاه و نخستین فرد خاندان در زمینه احراز مناصب سلطنتی بود.

## زندگی
مشیرالملک پسر میرزا ابراهیم مستوفی بود که در علم سیاق و حساب مهارت فراوان داشت. میرزا محمدعلی خفرکی خط شکسته و تحریر و سیاق دفتری را نزد پدر خود آموخت. او مالک زمین‌های بخش‌هایی از خفرک بود؛ به همین دلیل وی را «میرزا محمدعلی خفرکی» نامیده‌اند.
پس از برکناری اسدالله خان از حکومت آنجا به شیراز آمد و به وزارت حسینعلی میرزا فرمانفرمای فارس منصوب گردید و در سال ۱۲۴۵ (قمری) که فتحعلی شاه به شیراز آمد به لقب مشیرالملک مفتخر گردید.

## مرگ
در سال ۱۲۶۲ (قمری) میرزا محمد علی مشیرالملک وزیر فارس که بیش از هشتاد سال زندگی کرده بود در شیراز درگذشت و و کالبد او را در صفه تربت جنوب گورستان دارالسلام شیراز به خاک سپردند و بر سر گور او توسط پسرش عمارتی که به چهارطاقی مشیر معروف است ساختند که تا به امروز آن عمارت پابرجاست.
پس از مرگ لقب مشیرالملکی و منصب وزارت فارس به فرزند او ابوالحسن خان مشیرالملک رسید.